# Programa de Recuperació i Utilització Educativa de Pobles Abandonats
El Programa de Recuperació i Utilització Educativa de Pobles Abandonats (PRUEPA) és un programa que es desenvolupa amb l'ajuda del Ministeri d'Educació i Habitatge, així com els diferents òrgans de Govern de Castella la Manxa, Extremadura i Aragó.
Es basa, en la recuperació i posterior utilització de pobles abandonats amb el fi d'utilitzar-los per activitats educatives. A l'any, uns 5.000 estudiants passen pels 3 pobles diferents que estan disponibles en el programa: Umbralejo, a Guadalajara, Granadilla a Cáceres i Búbal a terme municipal de Biescas a Osca.
A causa de la construcció de l'embassament Gabriel y Galán, els habitants de Granadilla (Càceres) es veieren obligats a abandonar el poble degut a la pèrdua de les terres de conreu que es veurien submergides. Aquesta població té el seu origen en el regnat de Ferran II de Lleó quan decidí fortificar una petita vil·la per a la defensa cristiana contra els musulmans, que estaven pels voltants conquerint territori.